# Cleomenes cognatus
Cleomenes cognatus là một loài bọ cánh cứng trong họ Cerambycidae.